# Diocèse aux Forces armées belges
Le diocèse aux Forces armées belges est un ordinariat militaire de l'Église catholique en Belgique destiné à tous les militaires et civils catholiques de l'armée belge où qu'ils se trouvent.

## Histoire
Il a été créé comme vicariat militaire le 7 septembre 1957 et a été élevé en ordinariat militaire le 21 juillet 1986. Le siège de l'ordinariat militaire est situé à la co-cathédrale de Saint-Jacques-sur-Coudenberg située place Royale à Bruxelles.

## Liste des vicaires et ordinaires militaires de Belgique

### Vicaires apostoliques
- 7 septembre 1957 - 6 aout 1961 : Joseph-Ernest Van Roey, archevêque de Malines, primat de Belgique
- 2 février 1962 - 4 octobre 1979 : Léon-Joseph Suenens, archevêque de Malines-Bruxelles, primat de Belgique
- 15 septembre 1980 - 21 juillet 1986 : Godfried Danneels, archevêque de Malines-Bruxelles, primat de Belgique

### Ordinaires militaires
- 21 juillet 1986 - 27 février 2010: Godfried Danneels, archevêque de Malines-Bruxelles, primat de Belgique
- 27 février 2010 - 6 novembre 2015 : André Léonard, archevêque de Malines, primat de Belgique
- 6 novembre 2015 - 28 juin 2023: Jozef De Kesel, archevêque de Malines-Bruxelles, primat de Belgique
- Depuis le 28 juin 2023 : Luc Terlinden, archevêque de Malines-Bruxelles, primat de Belgique